# Tarjei Sandvik Moe
Tarjei Sandvik Moe (Oslo, 24 de maio de 1999) é um ator norueguês. Ele é mais conhecido por interpretar Isak Valtersen, um dos personagens principais da série Skam. Sua atuação e a terceira temporada que protagoniza receberam diversas críticas positivas e lhe renderam os prêmios Gullruten e Audience Award. Apesar da restrita exibição norueguesa, a temporada atraiu uma audiência global principalmente através das mídias sociais, com fãs divulgando traduções não oficiais.
Após a conclusão de Skam, Sandvik Moe participou de algumas peças teatrais e filmes, como a performance de Grease e o suspense erótico En affære.

## Filmografia
- Skam (2015-2017) - Isak Valtersen
- En affære (2018) - Markus
- Vi burde ha vært på film (2019) - Alvin
- Skitten snø (2019) - Nicolas
- Gledelig jul (2020) - Peter